# NGC 6764
NGC 6764 في الفهرس العام الجديد، هي مجرة، تقع في كوكبة الدجاجة (كوكبة). اكتشفت في 4 يوليو 1885 بواسطة لويس سويفت.

## روابط خارجية
- NGC 6764 على موقع ويكي سكاي: DSS2, SDSS, GALEX, IRAS, Hydrogen α, X-Ray, Astrophoto, Sky Map, Articles and images